# Baptiste Noel (3e vicomte Campden)
Baptiste Noel, 3e vicomte Campden (1611-1682) est un homme politique anglais. Il est Lord Lieutenant du Rutland, Custos Rotulorum de Rutland et le député pour Rutland.

## Biographie
Baptiste Noel est né à Exton Hall, Rutland, le fils de Edward Noel, 2e vicomte Campden. Il succède à son père en 1643. Il est également le baron Noel de Ridlington et baron Hicks, de Ilmington. Il est élu pour le comté de Rutland dans le Long Parlement de 1640. Au cours de la Guerre Civile, il est un commandant militaire, avec le grade de brigadier-général.
Il est marié quatre fois :
- Anne Feilding, fille de William Feilding (1er comte de Denbigh) (trois enfants, qui sont morts jeunes) ;
- Anne Lovett, fille de Robert Lovett de Liscombe, dans le Buckinghamshire, et veuve d'Edward Bourchier (4e comte de Bath) ;
- Hester Wotton, fille de Thomas de Wotton (2e baron Wotton) (quatre filles, dont Marie (seconde épouse de James Compton (3e comte de Northampton)), et deux fils, Edward Noel (1er comte de Gainsborough) et Henry Noel (homme politique) (en)) ;
- Elizabeth Bertie (1640 – 1683), fille de Montagu Bertie (2e comte de Lindsey) (neuf enfants, notamment Baptist Noel (homme politique) et de Catherine (la troisième épouse de John Manners (1er duc de Rutland)).

Il est remplacé par son fils aîné survivant, Edward Noel, 1er comte de Gainsborough.
À sa mort en 1682, il est enterré dans l'église de St Pierre et St Paul, Exton. Sa tombe est marquée par un tombeau en marbre de Grinling Gibbons, datant de 1685, montrant le vicomte avec sa quatrième épouse, Lady Elizabeth Bertie, et les sculptures de ses 19 enfants.